# Lexa (Sängerin)

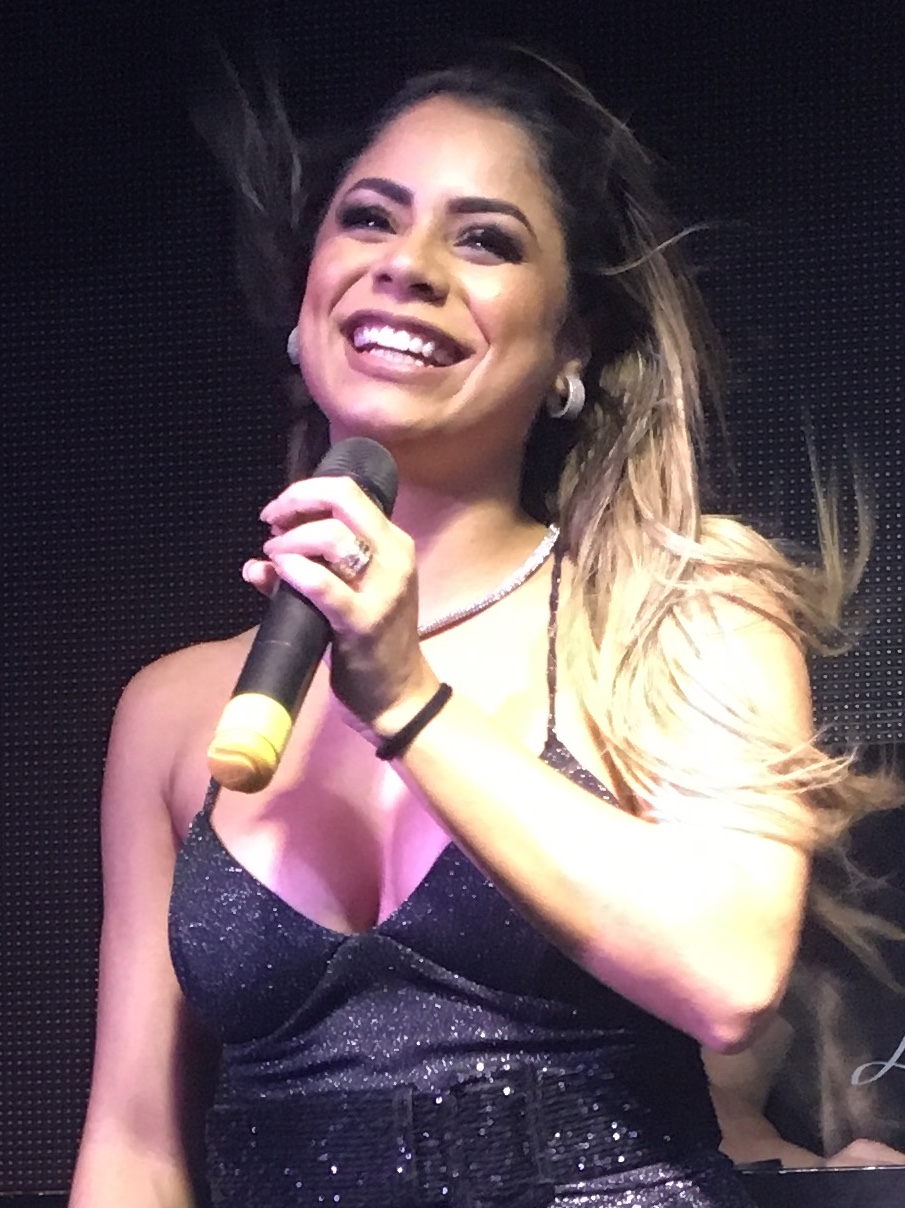
Lexa (2019)

Léa Cristina Araújo da Fonseca, bekannt als Lexa, (* 22. Februar 1995 in Rio de Janeiro) ist eine brasilianische Sängerin, Songwriterin, Schauspielerin und Tänzerin.

## Biografie
Léa Cristina Araújo da Fonseca, hauptsächlich bekannt als Lexa, wurde in der brasilianischen Stadt Rio de Janeiro am 22. Februar 1995 als Tochter der Musicalproduzentin Darlin Ferrattry geboren. Die Mutter, ein Fan der Künstlerin und Moderatorin Xuxa, gab ihr den Spitznamen Lexa mit einem zusätzlichen X im Vornamen, als sie drei Jahre alt war. Lexa wurde frühzeitig ermutigt und unterstützt von den in der Musikbranche tätigen Familienmitgliedern. So soll sie bereits im Alter von neun Jahren ihre ersten Lieder komponiert haben.
2013 erschien ihre erste Veröffentlichung Mc Lexa, 2014 hatte sie im Alter von 19 Jahren ihren Durchbruch mit Posso Ser, das unter die Top 20 der Billboard Brasil landete und 2015 als Album unter gleichem Titel herauskam. Im Jahr 2015 folgte das erste Studioalbum Disponível. Des Weiteren trat Lexa 2015 bei einigen brasilianischen Serien und Fernsehproduktionen auf.
Ihr Musikstil ist der Popmusik, elektronischen Tanz- und Popmusik sowie dem Funk-Melody des Rio-Funks zuzuordnen.

## Diskografie

### Alben
- 2015: Posso Ser
- 2015: Disponível
- 2020: Lexa

### EPs
- 2021: Chama a Lexa

### Singles
| Jahr | Titel Album                        | Höchstplatzierung, Gesamtwochen/‑monate, AuszeichnungChartplatzierungen (Jahr, Titel, Album, Platzierungen, Wochen/Monate, Auszeichnungen, Anmerkungen) | Höchstplatzierung, Gesamtwochen/‑monate, AuszeichnungChartplatzierungen (Jahr, Titel, Album, Platzierungen, Wochen/Monate, Auszeichnungen, Anmerkungen) | Anmerkungen                                                                       |
| Jahr | Titel Album                        | BR | PT | Anmerkungen                                                                       |
| ---- | ---------------------------------- | --- | --- | --------------------------------------------------------------------------------- |
| 2018 | Sapequinha Chama a Lexa            | BR17 Diamant · (7 Mt.)BR | — | Erstveröffentlichung: 3. August 2018 mit MC Lan                                   |
| 2018 | Provocar Chama a Lexa              | BR41 (2 Mt.)BR | — | Erstveröffentlichung: 22. November 2018 mit Gloria Groove                         |
| 2019 | Só Depois do Carnaval Chama a Lexa | BR35 Diamant · (3 Mt.)BR | — | Erstveröffentlichung: 31. Januar 2019                                             |
| 2019 | Chama Ela Lexa                     | BR6 Diamant · (7 Mt.)BR | — | Erstveröffentlichung: 20. September 2019 feat. Pedro Sampaio                      |
| 2019 | Combatchy –                        | BR1 ×2Doppeldiamant · (6 Mt.)BR | PT25 ×2Doppelplatin · (47 Wo.)PT | Erstveröffentlichung: 20. November 2019 mit Anitta & Luísa Sonza feat. MC Rebecca |

Weitere Singles
- 2015: Posso Ser
- 2019: Apimentadíssima (mit Dennis, BR: Platin)
- 2019: Amor Bandido (mit MC Kekel, BR: Platin)

## Tourneen
- 2015: Disponível Tour